# Marcel Pagnol
Marcel Pagnol (Aubagne, 28 de fevereiro de 1895 — Paris, 18 de abril de 1974) foi um dramaturgo e cineasta francês, membro da Academia Francesa de Letras.